# Bror-Axel Lamberg
Bror-Axel Lamberg, född 1 mars 1923 i Helsingfors, död 4 maj 2014 i Grankulla, var en finländsk läkare.
Lamberg blev medicine och kirurgie doktor 1953, specialist i invärtes sjukdomar 1955, i inresekretoriska sjukdomar 1960 och i endokrinologi 1979. Han tjänstgjorde 1952-59 vid IV medicinska kliniken vid Helsingfors universitet och Maria sjukhus samt 1960–1965 vid Helsingfors universitetscentralsjukhus I med. klinik. Han var 1957–1965 docent och 1965–1970 biträdande professor samt 1971–1989 extra ordinarie personlig professor i endokrinologi vid Helsingfors universitet. Han var en av Minervastiftelsens grundare, chef för dess laboratorium 1959–1971 och dess ordförande 1985–1996; ordförande i Signe och Ane Gyllenbergs stiftelse 1979–1993.
Lamberg är internationellt känd för sin forskning kring sköldkörtelns sjukdomar och fysiologi samt endemisk struma särskilt i Finland, en av nuklearmedicinens banbrytare i Finland. Han har publicerat läroböcker över sköldkörtelns sjukdomar och artiklar rörande strumans historia samt verken Struma, jod och jodbrist från antiken till nutid (1998) och Kupukaula on jo menneisyyttä, struuman historia Suomessa (2003). År 1979 erhöll han Matti Äyräpää-priset.